# Timmia austriaca
Timmia austriaca (deutsch Österreichisches Grobzahnmoos) ist eine Laubmoos-Art in der Familie Timmiaceae.

## Beschreibung
Die oft sehr kräftigen Pflanzen können bis 20 Zentimeter hoch werden und bilden lockere bis mäßig dichte, gelblich-grüne, innen rötlichbraune Rasen. Die Blätter sind lanzettlich und stumpflich bis spitz. Sie besitzen an der Basis einen breiteren rötlichbraunen Scheidenteil. Die Blattränder sind in der oberen Hälfte grob gesägt. Die Blattrippe ist auf der Rückseite gegen die Blattspitze zu stumpf gezähnt. Die mittleren Laminazellen im Spreitenbereich sind meist quadratisch und 8 bis 12 (selten 15) Mikrometer groß, die Zellen des Scheidenteiles sind linealisch und glatt.
Die Art ist diözisch. Die Seta ist bis 6 Zentimeter lang, die länglich-eiförmige Kapsel fast waagrecht und schwach hochrückig, der Kapseldeckel gewölbt und klein bespitzt. Sporen sind fein papillös und 16–18 Mikrometer groß. Sporenreifezeit ist im Sommer.

## Standortansprüche
Timmia austriaca ist kalkliebend und wächst hauptsächlich in subalpinen Höhenlagen an schattigen Stellen auf Erde, in Felsspalten und Felsnischen, weiters an Mauern und an Wegrändern.

## Verbreitung
Das Moos mit arktisch-boreal-montaner Verbreitung ist in Deutschland sehr selten. In Österreich und der Schweiz kommt es zerstreut in den Alpen vor. Weltweit gibt es Vorkommen in Mittel- und Nordeuropa, in Asien und in Nordamerika.